# La Quintaneta (Poses)
La Quintaneta és un paratge del terme municipal de Sant Feliu de Codines, a la comarca del Vallès Oriental.
Està situada al costat sud i a sota de la masia del Maset, i a ponent de la Masia Coll de Poses, a l'esquerra de la capçalera del torrent de la Font de les Albes i a llevant de la Feixa Perduda. És a tocar del límit amb el terme municipal de Sant Quirze Safaja. A l'extrem nord de la granja, algunes construccions són ja en terme de Sant Quirze Safaja.
A la Quintaneta hi ha la casa del masover del Maset, així com una granja agropecuària de la mateixa propietat,